# Степанова, Златослава Сергеевна
Златослава Сергеевна Степанова (род. 2 января 2005 года, Видное, Московская область, Россия) — российская спортсменка, борец вольного стиля. Вице-чемпионка России 2024.

## Биография
Степанова родилась в г. Видное, начала заниматься вольной борьбой в 10 лет под руководством своего отца Сергея Степанова и Закия Бикбулатова. Является воспитанницей МКСШОР «Юг» (Москва), где ее тренирует Закий Бикбулатов.

## Спортивная карьера
Дважды победительница первенства Европы среди младших юношей 2018 и 2019 года в весе до 66 кг. В 2020 году выиграла первенство России среди кадеток в весе до 65 кг, одолев в финале Екатерину Кошкину (Татарстан). В апреле 2022 года она повторила свой успех на первенстве России среди кадеток. Месяцем позже Степанова победила на международном турнире "Stayki Open" в Республики Беларусь. В ноябре 2022 года выступила на первенстве России среди юниорок, где уступила Екатерине Кошкине, но смогла завоевать бронзовую медаль. В начале 2023 года неожиданно пришла первой на турнире "Кубок Ивана Ярыгина" в Красноярске, победив в финале монгольскую спортсменку Пурэвсурэн Улзийсайхан. В апреле 2023 года она впервые выиграла первенство России среди юниорок, который прошёл в г. Мамадыш, Татарстан. В финальном поединке она встретилась со своей давней соперницей Екатериной Кошкиной и смогла взять реванш. В июле 2023 года она выиграла международный турнир на призы Заслуженного мастера спорта СССР Сергея Смаля в г. Гомель (Беларусь). В августе 2023 года стала победительницей на Международном фестивале университетского спорта, который прошёл в Екатеринбурге. В марте 2024 года Златослава добыла бронзовую медаль в качестве нейтрального спортсмена на международном турнире Яшар Догу в Турции . В апреле 2024 года стала второй на первенстве России среди юниорок. В мае 2024 года смогла стать финалисткой взрослого чемпионата России, который прошёл в подмосковном городе Новоивановское. В конце июля 2024 года стала победительницей Всероссийской летней универсиады в весе до 65 кг, который прошёл в Уфе. В июле 2025 Степанова стала финалисткой первенства Европы среди юниорок в Италии.

## Спортивные достижения
- 2020, 2022 Первенство России среди кадеток — ;
- 2022 Первенство России среди юниорок — ;
- 2023 Кубок Ивана Ярыгина — ;
- 2023 Первенство России среди юниорок — ;
- 2023 Международный фестиваль университетского спорта — ;
- 2024 Первенство России среди юниорок — ;
- 2024 Чемпионат России — ;
- 2025 Первенство Европы среди юниорок — ;

## Личная информация
Является студенткой Смоленского государственного университета спорта.